# Castrop-Rauxel
Castrop-Rauxel je město v německé spolkové zemi Severní Porýní-Vestfálsko. Leží v zemském okrese Recklinghausen ve vládním obvodu Münster. Nachází se v severní části průmyslové oblasti Porúří a svou polohou je součástí Metropolitního regionu Porýní-Porúří. Severní částí města protéká řeka Emscher a kanál Rýn-Herne. V okolí Castrop-Rauxelu se nachází několik dalších měst, na východě Dortmund, na jihu Bochum, západně leží Herne a na severu se rozprostírají města Recklinghausen, Datteln a Waltrop. V roce 2012 zde žilo přes 74 tisíc obyvatel.

## Historie
Od počátku 1. století až do období 5. století žily na území dnešního města germánské kmeny, které zde měly své opevnění. První zmínka o sídle Villa Castrop se v dokumentech objevuje v roce 834. Roku 1484 vévoda Johann II. z Kleve zavedl chartu práv a svobod občanů. V roce 1902 bylo samotné město Castrop spojeno se dvěma obcemi Behringhausen a Obercastrop a došlo tak k jeho rozšíření. 1. dubna 1926 vznikl Castrop-Rauxel sloučením města Castrop, obce Rauxel a obcí Bövinghausen, Frohlinde, Merklinde, Habinghorst, Bladenhorst, Pöppinghausen a částí obcí Deininghausens, Dingen, Frohlinde a Ickern. Během druhé světové války bylo město cílem náletů spojeneckých vojsk a byly zde poškozeny důležité průmyslové podniky a také samotné město, avšak v porovnání s okolními městy byla míra poškození nižší. Castrop-Rauxel byl nakonec osvobozen americkými vojáky. V roce 1975 byla k městu připojena ještě obec Henrichenburg a Castrop-Rauxel se stal součástí vládního obvodu Münster (do té doby byl součástí vládního obvodu Ansberg). V průběhu 19. a 20. století dominovala městu těžba uhlí, když zde bylo otevřeno v průběhu let několik uhelných dolů. V roce 1983 zde byl uzavřen poslední aktivní uhelný důl Erin a charakter průmyslového hornického města se začal měnit.

## Obyvatelstvo
Do příchodu průmyslové revoluce v 19. století mělo město jen několik stovek obyvatel. Počet obyvatel ovlivňovaly časté války, epidemie a také hladomory. Roku 1818 mělo město jen 646 obyvatel, ale na počátku 19. století to bylo již přes 9 tisíc obyvatel. Po začlenění dvou obcí do města v roce 1902 vzrostla populace o dalších 5 tisíc obyvatel. V roce 1926, kdy vzniklo město Castrop-Rauxel sloučením města a dseti venkovských sídel, dosáhla populace hodnoty přes 53 tisíc obyvatel. V roce 1962 dosáhla populace historického maxima, když zde žilo přes 88 tisíc lidí. V roce 2012 mělo město přes 74 tisíc obyvatel.

## Partnerská města
- Wakefield, Spojené království (od roku 1949)
- Vincennes, Francie (od roku 1961)
- Kuopio, Finsko (od roku 1965)
- Zehdenick, Braniborsko, Německo (od roku 1990)
- Nowa Ruda, Polsko (od roku 1991)

## Galerie

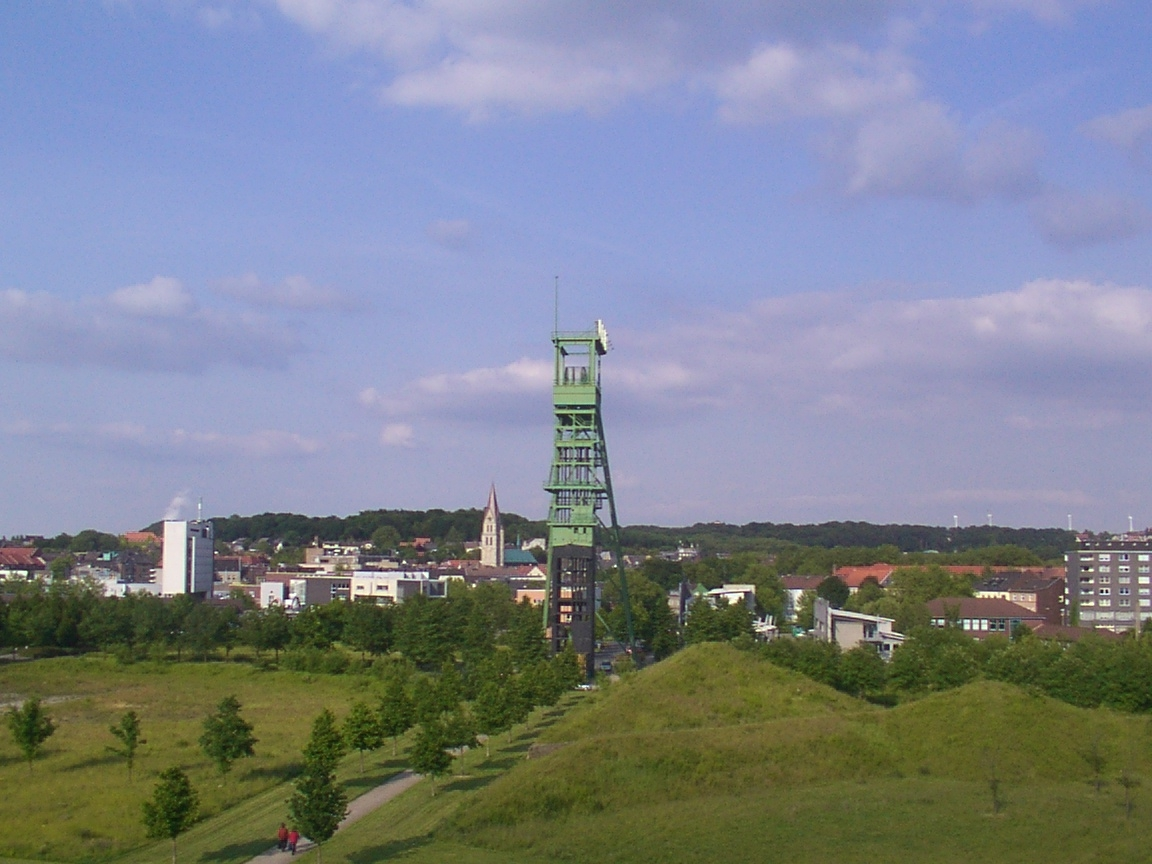
Historické centrum města a uhelný důl Erin
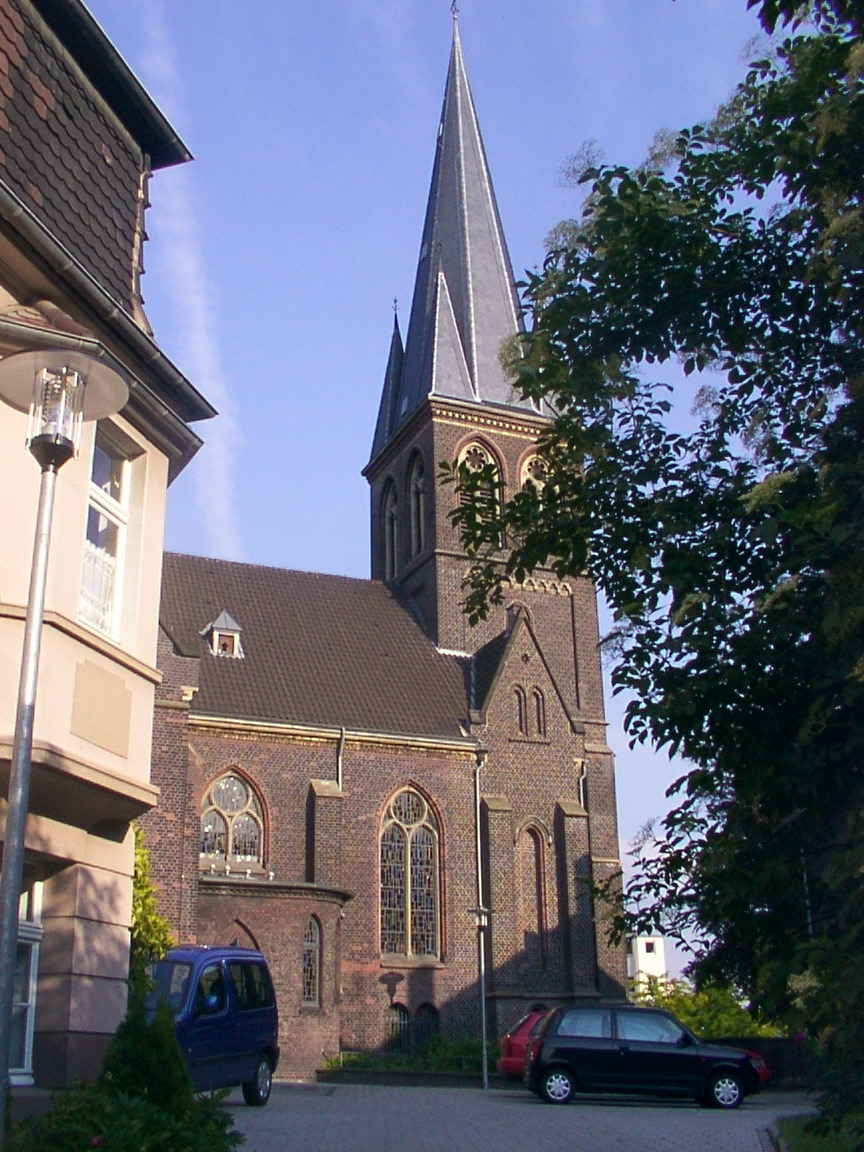
Luteránský kostel
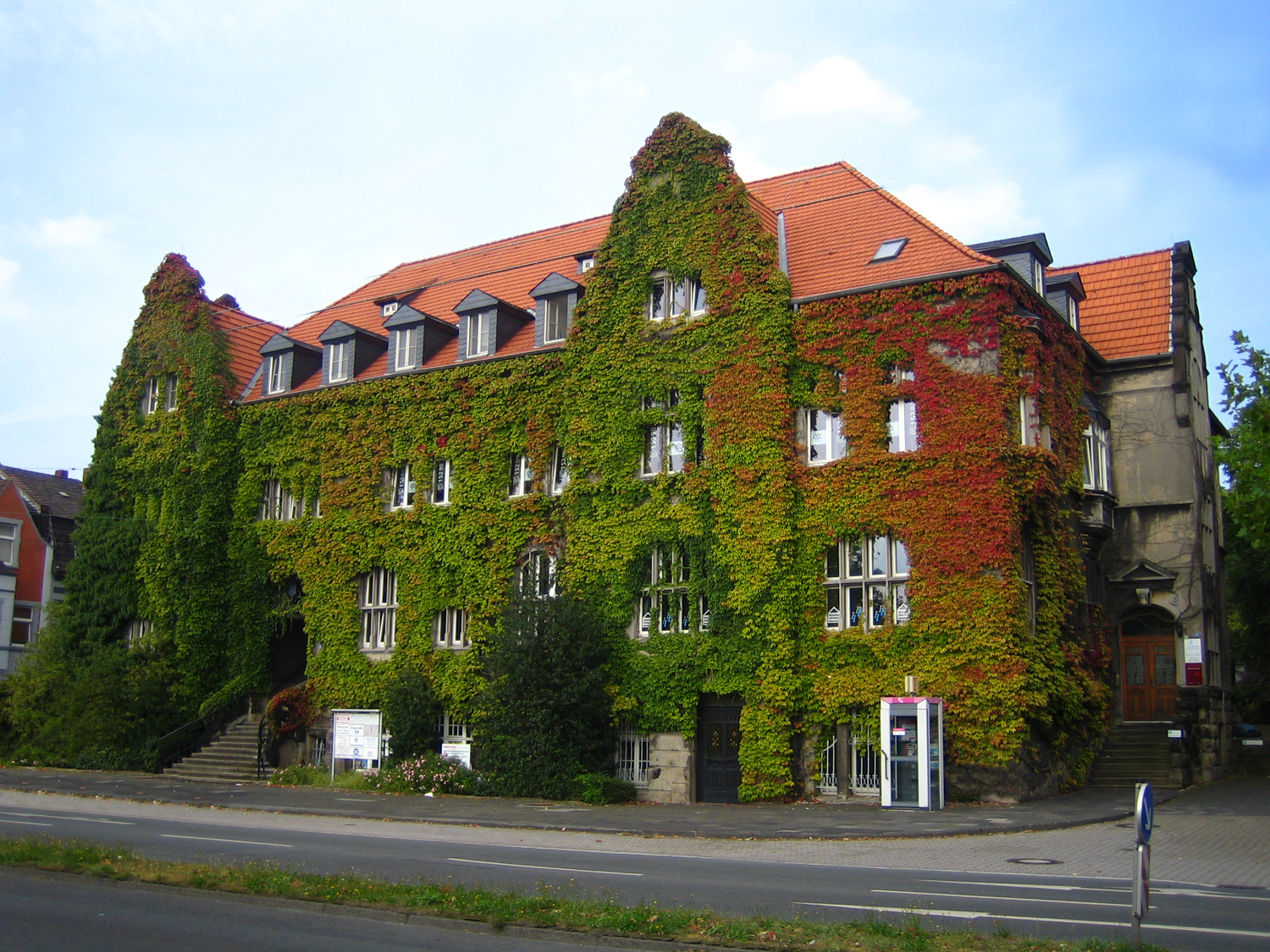
Stará radnice